# Turacoena
Turacoena é um gênero de aves da família Columbidae.
As seguintes espécies são reconhecidas:
- Turacoena manadensis (Quoy et Gaimard, 1830)
- Turacoena modesta (Temminck, 1835)